# Nona Gaprindašviliová
Nona Gaprindašviliová (gruzínsky ნონა გაფრინდაშვილი) (* 3. května 1941 Zugdidi) je dříve sovětská a poté gruzínská šachistka, pětinásobná mistryně světa v šachu, když titul držela od roku 1962 do roku 1978 a jedenáctinásobná vítězka šachové olympiády žen s družstvy Sovětského svazu (10) a Gruzie (1).

## Tituly
V roce 1961 získala titul mezinárodní mistryně a v roce 1976 titul mezinárodní velmistryně. Titul mezinárodního mistra získala v roce 1962 a mezinárodního velmistra získala v roce 1978 jako první žena v historii.

### Vyznamenání
- Prezidentský řád znamenitosti – Gruzie, 2015[1]

## Soutěže jednotlivkyň
Je také pětinásobnou ženskou šampionkou Sovětského svazu.

### Výsledky na MS v šachu žen
Jako 21letá se stala mistryní světa, když porazila v zápase o titul úřadující mistryni světa Jelizavetu Bykovovou (drtivým skóre 9 : 2). Tento titul následně obhájila v dalších čtyřech zápasech a byla tak šachovou královnou v letech 1962–1978.
| Rok  | Turnaj                                               | Místo               | Body | Partie | Výhry | Remízy | Prohry | Pořadí  | Počet účastnic |
| ---- | ---------------------------------------------------- | ------------------- | ---- | ------ | ----- | ------ | ------ | ------- | -------------- |
| 1961 | Turnaj kandidátek Mistrovství světa v šachu žen      | Vrnjačka Banja      | 13,0 | 16     | 10    | 6      | 0      | 1.      | 17             |
| 1962 | Zápas o titul s Jelizavetou Bykovovou                | Moskva              | 9,0  | 11     | 7     | 4      | 0      | 1.      | 2              |
| 1965 | Zápas o titul s Allou Kušnirovou                     | Riga                | 8,5  | 13     | 7     | 3      | 3      | 1.      | 2              |
| 1969 | Zápas o titul s Allou Kušnirovou                     | Tbilisi, Moskva     | 9,5  | 14     | 7     | 5      | 2      | 1.      | 2              |
| 1972 | Zápas o titul s Allou Kušnirovou                     | Riga                | 8,5  | 16     | 5     | 7      | 4      | 1.      | 2              |
| 1975 | Zápas o titul s Nanou Aleksandrijovou                | Picunda, Tbilisi    | 8,5  | 12     | 8     | 1      | 3      | 1.      | 2              |
| 1978 | Zápas o titul s Majou Čiburdanidzeovou               | Tbilisi             | 6,5  | 15     | 2     | 9      | 4      | 2.      | 2              |
| 1980 | Čtvrtfinálový kandidátský zápas s Nino Gurieliovou   | Tbilisi             | 6,0  | 9      | 5     | 2      | 2      | 1.      | 2              |
| 1980 | Semifinálový kandidátský zápas s Nanou Ioselianiovou | Tbilisi             | 7,0  | 14     | 3     | 8      | 3      | 1.-2.   | 2              |
| 1982 | Mezipásmový turnaj Mistrovství světa v šachu žen     | Bad Kissingen       | 12,0 | 15     | 10    | 4      | 1      | 1.      | 16             |
| 1983 | Čtvrtfinálový kandidátský zápas s Irinou Levitinovou | Lvov                | 4,0  | 10     | 4     | 0      | 6      | 2.      | 2              |
| 1985 | Mezipásmový turnaj Mistrovství světa v šachu žen     | Železnovodsk        | 9,5  | 15     | 7     | 5      | 3      | 6.      | 16             |
| 1987 | Mezipásmový turnaj Mistrovství světa v šachu žen     | Smederevska Palanka | 10,5 | 15     | 7     | 7      | 1      | 3.      | 16             |
| 1988 | Turnaj kandidátek Mistrovství světa v šachu žen      | Cchaltubo           | 4,5  | 14     | —     | —      | —      | 7.      | 8              |
| 1990 | Mezipásmový turnaj Mistrovství světa v šachu žen     | Genting Highlands   | 13,5 | 17     | 12    | 3      | 2      | 1.      | 18             |
| 1990 | Turnaj kandidátek Mistrovství světa v šachu žen      | Bordžomi            | 3,5  | 7      | 3     | 1      | 3      | 5.      | 8              |
| 1991 | Mezipásmový turnaj Mistrovství světa v šachu žen     | Subotica            | 9,0  | 13     | 6     | 6      | 1      | 1.      | 35             |
| 1992 | Turnaj kandidátek Mistrovství světa v šachu žen      | Šanghaj             | 9,5  | 16     | —     | —      | —      | 3.      | 9              |
| 2000 | Turnaj Mistrovství světa v šachu žen                 | Nové Dillí          | 0,0  | 2      | 0     | 0      | 2      | 33.-61. | 61             |
| 2001 | Turnaj Mistrovství světa v šachu žen                 | Moskva              | 2,5  | 6      | 1     | 3      | 2      | 33.-64. | 64             |

### Turnaje mužů
Soupeřila také s muži ve velmistrovských turnajích (vyhrála např. známý turnaj Hastings Challengers na přelomu let 1963/64 a dělila první místo v Lone Pine v roce 1977), čímž proklestila cestu mnohým svým následovnicím.

## Soutěže družstev

### Šachové olympiády žen
S družstvem žen Sovětského svazu vyhrála 10 z 11 šachových olympiád, kterých se zúčastnila a jednu olympiádu vyhrála s družstvem Gruzie. Celkově má ze šachových olympiád 25 medailí. Na olympiádě v roce 1986 v Dubaji dosáhla na své šachovnici stoprocentní výsledek 10 výher z 10 partií.